# Quang phân rã
Quang phân rã (còn gọi là quang chuyển hóa, hoặc phản ứng quang hạt nhân) là một phản ứng hạt nhân trong đó hạt nhân nguyên tử hấp thụ tia gamma năng lượng cao, chuyển sang trạng thái kích thích và ngay lập tức phân rã bằng cách phát ra một hạt hạ nguyên tử. Tia gamma chiếu vào đánh bật một hoặc nhiều neutron, proton hoặc hạt alpha ra khỏi hạt nhân. Các phản ứng này được kí hiệu lần lượt là: (γ,n), (γ,p) và (γ,α).
Quang phân rã là phản ứng hạt nhân thu nhiệt (hấp thụ năng lượng) đối với các hạt nhân nguyên tử nhẹ hơn sắt và đôi khi tỏa nhiệt (giải phóng năng lượng) đối với các hạt nhân nguyên tử nặng hơn sắt. Quang phân rã chịu trách nhiệm cho quá trình tổng hợp hạt nhân của một số ít các nguyên tố nặng, giàu proton thông qua quá trình p trong các siêu tân tinh loại Ib, Ic hoặc II. Nhờ vậy, quá trình tổng hợp thành các nguyên tố nặng hơn sắt được duy trì.

## Quang phân rã deuteri
Một photon mang năng lượng 2,22 MeV hoặc hơn có thể làm cho một nguyên tử deuteri bị quang phân rã:
| 2 1D | + | γ | → | 1 H | + | n |
James Chadwick và Maurice Goldhaber đã sử dụng phản ứng này để đo sự khác biệt khối lượng proton-neutron. Thí nghiệm này chứng minh rằng nơtron không phải là trạng thái liên kết của proton và electron, như Ernest Rutherford đã đề xuất.

## Quang phân rã beryli
Một photon mang năng lượng 1,67 MeV hoặc hơn có thể làm cho một nguyên tử beryli-9 (100% beryli tự nhiên, đồng vị ổn định duy nhất của nó) bị quang phân rã:
| 9 4Be | + | γ | → | 2 | 4 2He | + | n |
Antimony-124 được lắp ráp với beryli để tạo ra nguồn neutron trong phòng thí nghiệm và nguồn neutron khởi động. Antimony-124 (chu kỳ bán rã 60,20 ngày) phân rã β− và phát ra tia gamma 1,690MeV (cũng là 0,602MeV và 9 phát xạ yếu hơn có năng lượng từ 0,645 đến 2,090 MeV), tạo ra đồng vị teluri-124 ổn định. Tia gamma từ antimony-124 phân tách berili-9 thành hai hạt alpha và một neutron có động năng trung bình là 24keV (được gọi là neutron trung gian về mặt năng lượng):
| 124 51Sb | → | 124 52Te | + | β⁻ | + | γ |

## Siêu tân tinh
Trong các vụ nổ của các ngôi sao rất lớn (250 khối lượng mặt trời trở lên), sự phân rã quang học là một yếu tố chính trong sự kiện siêu tân tinh. Khi ngôi sao đạt đến cuối vòng đời của mình, nó đạt đến nhiệt độ và áp suất mà các hiệu ứng hấp thụ năng lượng của sự phân rã quang học tạm thời làm giảm áp suất và nhiệt độ bên trong lõi của ngôi sao. Điều này khiến lõi bắt đầu sụp đổ khi năng lượng bị sự phân rã quang học lấy đi, và lõi sụp đổ dẫn đến sự hình thành của một lỗ đen. Một phần khối lượng thoát ra dưới dạng các tia tương đối tính, có thể đã "phun" các nguyên tố kim loại đầu tiên vào vũ trụ.

## Quang phân rã trong sét
Sét trên mặt đất sinh ra các electron tốc độ cao, tạo ra các chớp tia gamma địa cầu như bremsstrahlung. Năng lượng của các tia này đôi khi đủ để bắt đầu các phản ứng quang phân hạch dẫn đến việc phát ra các neutron. Một phản ứng như vậy,14
7N
(γ,n) 13
7N
 là quá trình tự nhiên duy nhất ngoài những quá trình do tia vũ trụ gây ra, trong đó 13
7N
 được tổng hợp trên Trái Đất. Các đồng vị không ổn định còn lại từ phản ứng sau đó có thể phát ra các hạt positron thông qua phân rã β+.

## Quang phân hạch
Phản ứng quang phân hạch là một quá trình tương tự nhưng khác biệt, trong đó hạt nhân sau khi hấp thụ tia gamma sẽ trải qua phản ứng phân hạch (phân tách thành hai mảnh có khối lượng gần bằng nhau).